# Минуто, Джованни
Джованни Минуто (Giovanni Minuto, также известный как Giovanni dei Conti de' Marsi; Ioannes Marsicanus; Giovanni de Marsico; Minutus de Labicum; Minutus;, Giovanni) — выходец из семьи Марси, католический церковный деятель XI-XII века. Возведён в ранг кардинала-епископа Фраскати на консистории 1093 года. Участвовал в Гвастальском соборе в октябре 1106 года. Был пленён Генрихом V вместе с папой Пасхалием II, бежал вместе с Львом Остийским, возглавил восстание римлян против императора, был серьёзно ранен в голову.